# Квадратно число
В математиката, квадратно число или точен квадрат – това е число, получено при повдигането на квадрат (виж степенуване на втора степен) на цяло число; с други думи, това е произведението на едно число със себе си. Например 9 е квадратно число, тъй като може да бъде записано под формата 3 × 3.
Обичайно за квадратът на числото {\displaystyle n} не се използва {\displaystyle n\times n}, а равностойността му {\displaystyle n^{2}}, като се произнася „на квадрат“. Името квадрат произлиза от едноименната геометричната форма, защото да намерим квадрата на числото {\displaystyle n} е същото, като да намерим лицето на квадрат със страна {\displaystyle n}.
Квадратните числа са неотрицателни (т.е. са по-големи или равни на нула). За всяко естествено число {\displaystyle n} квадратното число е {\displaystyle n^{2}}, като {\displaystyle 0^{2}=0} e нулевото квадратно число (лицето на квадрат със страна 0). За едно число се казва, че е квадратно (или точен квадрат), когато неговият корен квадратен отново е цяло число. Например {\displaystyle {\sqrt {9}}=3}, значи 9 е точен квадрат.
Цяло положително число, което няма делител точен квадрат различен от 1, се нарича безквадратно число.

## Списък на квадратните числа
Точните квадрат (последователност A000290 в OEIS) до 602 = 3600 са:
02 = 0
12 = 1
22 = 4
32 = 9
42 = 16
52 = 25
62 = 36
72 = 49
82 = 64
92 = 81
102 = 100
112 = 121
122 = 144
132 = 169
142 = 196
152 = 225
162 = 256
172 = 289
182 = 324
192 = 361
202 = 400
212 = 441
222 = 484
232 = 529
242 = 576
252 = 625
262 = 676
272 = 729
282 = 784
292 = 841
302 = 900
312 = 961
322 = 1024
332 = 1089
342 = 1156
352 = 1225
362 = 1296
372 = 1369
382 = 1444
392 = 1521
402 = 1600
412 = 1681
422 = 1764
432 = 1849
442 = 1936
452 = 2025
462 = 2116
472 = 2209
482 = 2304
492 = 2401
502 = 2500
512 = 2601
522 = 2704
532 = 2809
542 = 2916
552 = 3025
562 = 3136
572 = 3249
582 = 3364
592 = 3481

## Свойства
Числото m е квадратно, ако и само ако m на брой квадратчета образуват квадрат:
| m = 12 = 1 |
| m = 22 = 4 |
| m = 32 = 9 |
| m = 42 = 16 |
| m = 52 = 25 |
| Забележка: Белите полета между сините квадратчета служат само за подобряване на визуалното възприятие. Не трябва да има интервали между реалните квадрати. |

За единица площ се определя площта на единичния квадрат (1 × 1). Следователно, квадрат с дължина на страните n има площ (или лице) n2.
Изразът за n-тия квадрат е n2. Това също е равно на сумата от първите n нечетни числа, както се вижда от графиката по-горе, където на лицето на предишния квадрат се добавят нечетен брой точки (показани в лилаво). Формулата е следната:
{\displaystyle n^{2}=\sum _{k=1}^{n}(2k-1)}
Така например 52 = 25 = 1 + 3 + 5 + 7 + 9.
Има няколко рекурсивни методи за изчисляване на квадратно число.
Разликата между всеки точен квадрат и неговия предшественик е {\displaystyle n^{2}-(n-1)^{2}=2n-1}, т.е. всеки следващ точен квадрат може да се изчисли по предишния посредством {\displaystyle n^{2}=(n-1)^{2}+(n-1)+n}. С други думи, разликата между вторите степени на два последователни числа е сборът на двете числа – ако a и b са последователни числа (a+1=b), то b²-a²=a+b.
Освен това n-тото квадратно число може да бъде изчислено с удвояване на квадрата на предишното (n − 1), изваждане на квадрата на по-предишното (n − 2) и добавянето на 2, защото {\displaystyle n^{2}=2(n-1)^{2}-(n-2)^{2}+2}. Например,
2 × 52 − 42 + 2 = 2 × 25 − 16 + 2 = 50 − 16 + 2 = 36 = 62.
Число, което е с 1 по-малко от точен квадрат {\displaystyle (m-1)}, е винаги равно на произведението на {\displaystyle {\sqrt {m}}-1} и {\displaystyle {\sqrt {m}}+1} (например 8 × 6 е равно на 48, а 72 е равно на 49). Така 3 е единственото просто число, по-малко с единица от точен квадрат.
Квадратно число също е сумата от две последователни триъгълни числа. Сумата на две последователни квадратни числа е центрирано квадратно число. Всеки нечетен точен квадрат е също и центрирано осмоъгълно число.
Още едно свойство на квадратното число (с изключение на 0) е, че има нечетен брой делители, докато другите естествени числа имат четен брой делители. Това е така, защото корен квадратен на числото образува двойка със себе си, за да се получи квадратното число, докато другите делители вървят по двойки.
В десетичната система, квадратът на число завършва само с цифрите 0, 1, 4, 5, 6 или 9, а именно:
- ако последната цифра е 0, квадратът завършва с 0 (всъщност последните две цифри са 00);
- ако последната цифра е 1 или 9, то квадратът свършва на 1;
- ако последната цифра е 2 или 8, то квадратът свършва на 4;
- ако последната цифра е 3 или 7, то квадратът свършва на 9;
- ако последната цифра е 4 или 6, то квадратът свършва на 6; и
- ако последната цифра номер е 5, квадратът завършва на 5 (всъщност последните две цифри са 25).

Квадратно число не може да бъде съвършено число.
При сумиране на първите n квадратни числа, има формула
{\displaystyle \sum _{n=0}^{N}n^{2}=0^{2}+1^{2}+2^{2}+3^{2}+4^{2}+\cdots +N^{2}={\frac {N(N+1)(2N+1)}{6}}}

Това се нарича квадратно пирамидално число. Първите са: (последователност A000330 в OEIS

0, 1, 5, 14, 30, 55, 91, 140, 204, 285, 385, 506, 650, 819, 1015, 1240, 1496, 1785, 2109, 2470, 2870, 3311, 3795, 4324, 4900, 5525, 6201, ...

Всички четни степени (четвърта, шеста, осма и така нататък) представляват точни квадрати.

## Специални случаи
- На число във формат m5, където m са предходните цифри преди завършващото 5, неговият квадрат е във формат n25, където n = m(m + 1) и представлява числата преди 25. Например, квадратът на 65 може да бъде изчислен с n = 6 × (6 + 1) = 42, което значи, че квадратът на 65 е 4225.
- Ако числото е във формат m0, където m са предходните цифри преди завършващата 0, неговият квадрат е n00, където n = m2. Например, квадратът на 70 е 4900.
- Двуцифрено число във формат 5m, където 5 е десетицата, а m е единицата, има квадрат във формат aabb, където aa = 25 + m и bb = m2. Например за квадрат на 57 изчисляваме: 25 + 7 = 32 и 72 = 49, което означава, че 572 = 3249.
- Ако числото завършва на 5, неговият квадрат ще завърши на 5; по същия начин и ако завършва на 25, 625, 0625, 90625 … 8212890625, и т.н. Ако числото завършва на 6, квадратът му също завършва на 6, по същия начин и ако завършва на 76, 376, 9376, 09376 … 1787109376. Например квадратът на 55376 е 3066501376, като и двете завършват на 376. (Числата 5, 6, 25, 76 и т.н. са наречени автоморфни числа. Тяхната последователност е A003226 в OEIS.

## Четни и нечетни квадратни числа
Квадратите на четните числа са четни (а в действителност кратни на 4), тъй като (2n)2 = 4n2.
Квадратите на нечетните числа са нечетни, тъй като (2n + 1)2 = 4(n2 + n) + 1.
От това следва и че квадратните корени на четните квадратни числа са четни числа, а квадратните корени на нечетните квадратни числа – нечетни.
Тъй като всички четни квадратни числа се делят на 4, то четните числа във формат 4n + 2 не са точни квадрати.
Тъй като всички нечетни квадратни числа са във формат 4n + 1, то нечетните числа във формат 4n + 3 не са точни квадрати.